# Holocryptis pura
Holocryptis pura là một loài bướm đêm trong họ Noctuidae.